# Алехандро Пелайо
Алехандро Пелайо Ранхел (на испански: Alejandro Pelayo Rangel) е мексикански режисьор, филмов продуцент и сценарист.
Роден е на 17 септември 1945 година в град Мексико. Учи режисура в Националния автономен университет на Мексико, след което режисира за киното и телевизията, преподава в Кинематографичния образователен център, ръководи националния филмов архив на Мексико. Сред известните му филми са „Días difíciles“ (1988), „Morir en el golfo“ (1990), „Modelo antiguo“ (1992), „Miroslava“ (1993).